# NGC 2298
NGC 2298 је збијено звездано јато у сазвежђу Крма које се налази на NGC листи објеката дубоког неба.
Деклинација објекта је - 36° 0' 17" а ректасцензија 6h 48m 59,2s. Привидна величина (магнитуда) објекта NGC 2298 износи 9,3. NGC 2298 је још познат и под ознакама GCL 11, ESO 366-SC22.